# Бархатов, Анатолий Николаевич
Анато́лий Никола́евич Ба́рхатов (род. 1 января 1951) — советский государственный деятель, механизатор колхоза «Россия» Красногвардейского района Крымской области. Депутат Совета Союза Верховного Совета СССР 11-го созыва по округу № 483 (в 1988—1989 годах).

## Биография
Образование среднее.
В 1980-х годах — механизатор, звеньевой механизированного звена колхоза «Россия» села Восход Красногвардейского района Крымской области.
Затем — на пенсии в селе Чапаево (Нейшпроцунг) Красногвардейского (Курманского) района Автономной Республики Крым.

## Награды
- лауреат Государственной премии СССР (1982)